# Інде Наварретт
Інде Наварретт (англ. Inde Navarrette, нар. Даніель Фабіола Наварретт (англ. Danielle Fabiola Navarrette); нар. 3 березня 2001, Тусон, Аризона, США) — американська акторка, найвідоміша за роллю Естели де ла Крус в «13 причин чому?»

## Біографія
Інде Наварретт народилася в Тусоні, Аризона, в сім'ї мексиканця та австралійки. У неї є три брати та сестра.

## Кар'єра
У віці 16 років Інді почала зніматися в рекламних роликах та короткометражних фільмах. У 2019 році вона здобула одну з головних ролей у серіалі Denton's Death Date, зігравши Вероніку. В 2020 Наварретт виконала роль Естели де ла Крус у фінальному сезоні серіалу «13 причин чому?». У травні 2020 року стало відомо, що Інде приєдналася до акторського складу серіалу каналу «The CW» «Супермен і Лоїс», в якому вона виконає роль Сари Кушінг, дочки Лани Ленг і Кайла Кушінга.

## Особисте життя
Наварретт стверджує, що обраний нею псевдонім «Інде» походить від слова Independent (укр. незалежний). У червні 2020 Наварретт дала інтерв'ю журналу Seventeen, в якому здійснила камінг-аут як бісексуалка.

## Фільмографія
| Рік       |    | Українська назва       | Оригінальна назва      | Роль               |
| --------- | -- | ---------------------- | ---------------------- | ------------------ |
| 2018      | кф | Хрестики разом         | Cross Words Together   | Еліс               |
| 2019      | с  | Дата смерті Дентона    | Denton’s Death Date    | Вероніка           |
| 2020      | ф  | Ступаючи в морок       | Wander Darkly          | Еллі               |
| 2018      | кф | Журавлинні ночі        | Cranberry Nights       | Хуана              |
| 2020      | с  | Тринадцять причин чому | 13 Reasons Why         | Естелла Де Ла Крус |
| 2021—2024 | с  | Супермен і Лоїс        | Superman and Lois      | Сара Кушинг        |
|           | ф  | Діти чорної діри       | Kids of The Black Hole | Емма               |